# WWE '13
WWE '13 é um videogame de luta livre profissional desenvolvido pela Yuke's e publicado pela THQ para PlayStation 3, Xbox 360 e Wii. Foi lançado em 30 de outubro de 2012 na América do Norte e em 2 de novembro de 2012 no Reino Unido. É a décima quarta parcela geral da série WWE, a sequência de WWE '12, e a última parcela a ser lançada em um console Nintendo até WWE 2K18 em 2017. Foi também o último jogo licenciado pela WWE a ser publicado pela THQ antes. o fim da empresa em janeiro de 2013, encerrando seu relacionamento com a WWE após 14 anos. Após a liquidação da THQ, a Take-Two Interactive adquiriria os direitos de publicação de jogos futuros, já que a série WWE seria rebatizada como série WWE 2K e seria publicada pela 2K.
WWE '13 concentra-se na Attitude Era da promoção, substituindo "Road to WrestleMania" por um novo modo "Attitude Era", onde o jogador joga seis histórias diferentes inspiradas naquele período. Além de um "motor Predator Technology" atualizado, o jogo adiciona um novo sistema de áudio chamado "WWE Live". O jogo é considerado a segunda fase de uma "Revolution" nos videogames da WWE, com o atleta cover CM Punk assumindo o comando.
Após seu lançamento, o jogo recebeu críticas positivas da crítica e foi indicado ao Spike Video Game Award de Melhor Jogo de Esportes Individual.
WWE '13 foi sucedido pelo WWE 2K14 em 2013.

## Jogabilidade

### Exibição
WWE '13 roda no motor denominado "Predator Technology 2.0", que sucede à primeira versão do WWE '12. O motor foi atualizado para permitir animações mais fluidas, com colisões e transições estranhas corrigidas e atualizadas, além de permitir mais de 300 novos movimentos. Outros problemas anteriores que foram corrigidos incluem um melhor sistema de detecção de peso, animações contextuais e direcionamento automático de ataque, para garantir que o personagem sempre ataque os oponentes. O sistema de animação contextual foi refinado para garantir que ele troque movimentos dinamicamente para garantir que o jogo esteja usando as animações de movimento apropriadas em qualquer momento e estado. O sistema de detecção de peso faz com que pequenas estrelas como Rey Mysterio não consigam levantar lutadores maiores como Big Show. Assim, as animações contextuais garantem que ataques mais apropriados sejam colocados no moveset normal do superstar.
O novo sistema de homing do jogo foi projetado para que, ao realizar movimentos de alto vôo, o jogador atinja o alvo pretendido com melhor precisão. O sistema de retorno também rastreia as mesas para que elas sejam melhor detectadas ao agarrar uma escada em partidas TLC e Ladder. Este recurso permite que movimentos ambientais, como quebras de ringue, quebras de barricadas, quebras de mesa de anúncio e captura de finalizadores (no ar) sejam possíveis.
Um modelo diferente é usado para personagens "gigantes", em vez de uma estrutura de corpo único para todas as estrelas. O jogo também apresenta um sistema de áudio recentemente renovado com efeitos sonoros remasterizados e reações da multidão, além de comentários em áudio retirados diretamente de eventos ao vivo da WWE. Os servidores online foram aprimorados para permitir que os jogadores testem as criações antes de baixá-las no jogo.
O tipo de partida "Árbitro Especial" retorna de sua última aparição no WWE SmackDown vs. Raw 2007. Além disso, a IA substituirá jogadores ausentes durante partidas online, caso não haja jogadores suficientes disponíveis.

## Modos de história

### Modo Attitude Era
O modo “Attitude Era” do jogo apresenta 35 superestrelas e mais de 60 cenas que detalham aspectos da Era. Para preencher as lacunas e histórias necessárias para entender o contexto de uma rivalidade ou partida, a THQ trabalhou com os editores da WWE para produzir 20 pacotes de vídeo. A "Monday Night War" com a World Championship Wrestling (WCW), um elemento importante da época, recebe um aceno por meio de um gráfico de classificação que segue o jogador à medida que ele progride no modo. Detalhes menores, como entradas, arenas e gráficos de televisão da época também foram recriados.
Os jogadores têm a opção de recriar vários momentos da Attitude Era, permitindo-lhes desbloquear mais de 100 itens. Comentários de Jerry "The King" Lawler e Jim Ross, que foram a principal equipe de comentários da WWE durante o período, estão presentes, com comentários regravados junto com áudio arquivado em certos pontos durante as cenas do jogo. Embora Lawler esteja presente nos modos Exhibition e Universe ao lado de Michael Cole, o comentário de Ross só é apresentado no modo "Attitude Era".
O modo "Attitude Era" apresenta várias histórias e momentos disputados ao longo de uma temporada de dois anos de 65 partidas de "The Heartbreak Kid" Shawn Michaels vs. Mankind no Raw no início do capítulo "Rise of DX" para uma luta sem desqualificação entre The Rock e "Stone Cold" Steve Austin pelo Campeonato da WWE na WrestleMania XV no final do capítulo "WrestleMania XV". Essas partidas são divididas em capítulos de durações variadas, cada um enfocando certos Superstars da WWE. Esses personagens incluem "Stone Cold" Steve Austin, The Rock, D-Generation X, The Undertaker, Mick Foley, Kane e Bret "The Hitman" Hart. "Off Script" é um epílogo que se passa entre a falência e aquisição da WCW em 2001, até a era "Ruthless Aggression", de Kane vs. Vader no Over the Edge 1998 para Lita vs. Trish Stratus no Raw. Apresenta The Godfather, Vader, Chris Jericho, Edge & Christian (Edge e Christian), Lita, Trish Stratus, Eddie Guerrero e The Acolytes (como The APA).